# Reinhard Berger
Reinhard Berger – niemiecki szermierz.

## Życiorys
Zdobył brązowy medal (indywidualnie) w szpadzie na Mistrzostwach Europy w Szermierce w 1992 roku.